# Louis-Hilaire Carrand

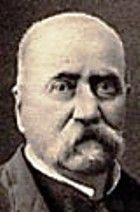
Louis-Hilaire Carrand

Louis-Hilaire Carrand (* 23. August 1821 in Lyon; † 13. November 1899 ebenda) war ein französischer Maler.

## Biographie
Louis-Hilaire Carrand wurde am 23. August 1821 im französischen Lyon geboren. Während seiner Schaffenszeit als Künstler konnte er mit seinen Bildern nur einen kleineren Geldbetrag dazuverdienen, da seine Kunst noch verkannt wurde. Neben den Künstlern François Vernay und François-Auguste Ravier zählte er zu einer Gruppe von Künstlern aus Lyon, die der Schule von Barbizon nahestanden.
Seine Kunst gilt als Vorläufer des Impressionismus, unterscheidet sich jedoch in der Verwendung der Farben von diesem Stil. Carrand wird wegen seiner farbigen Behandlung des Lichtes sowie der Wiedergabe der atmosphärischen Stimmung seiner Heimatstadt als bedeutender Landschaftsmaler des 19. Jahrhunderts angesehen. Neben Landschaften und Seestücken schuf er auch Genrebilder. 
Carrand starb am 13. November 1899 und wurde auf dem Friedhof Croix-Rousse in Lyon beigesetzt.
In seiner Heimatstadt Lyon ist eine Straße nach ihm benannt.

## Werke (Auswahl)

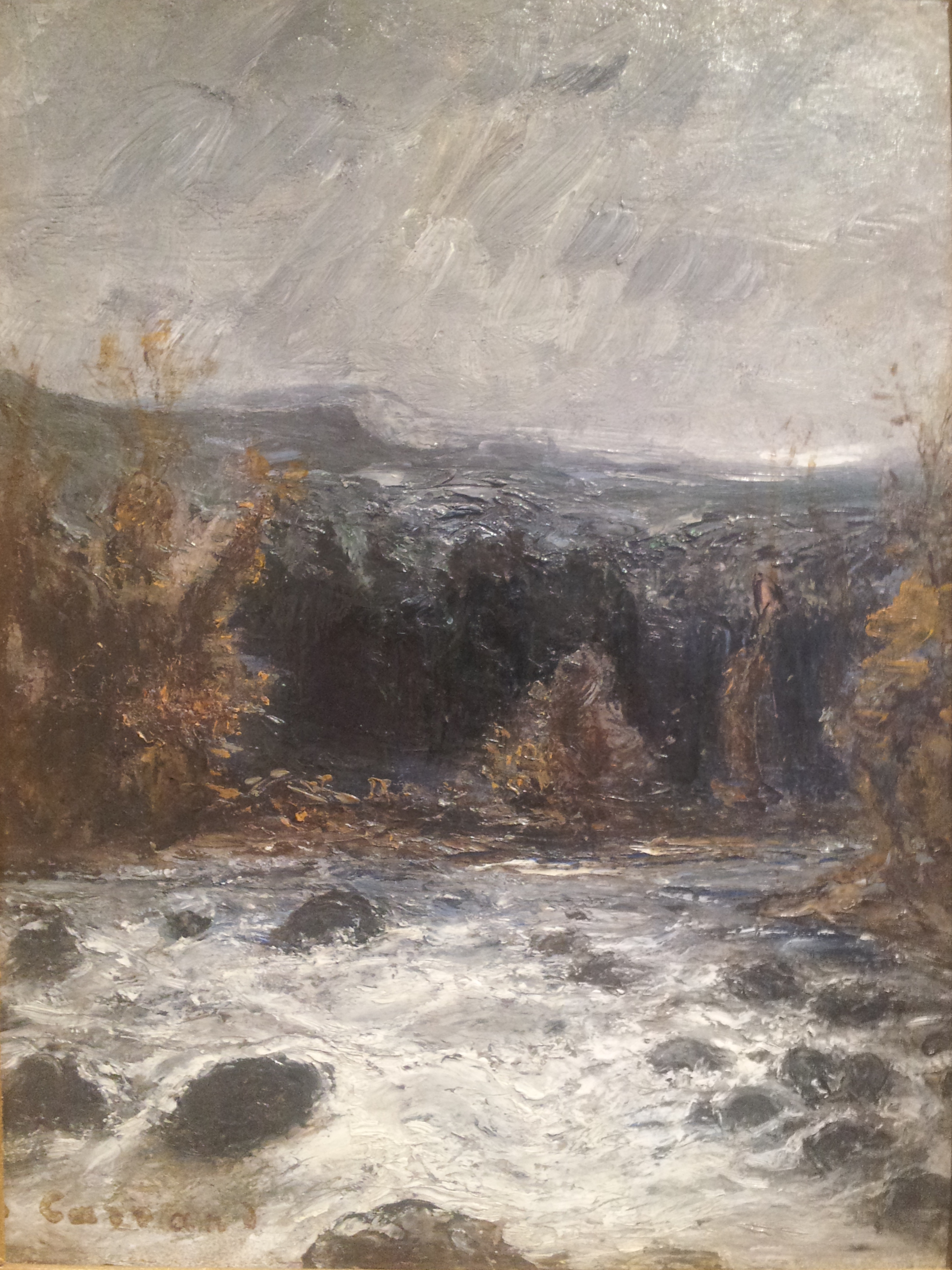
L'Albarine
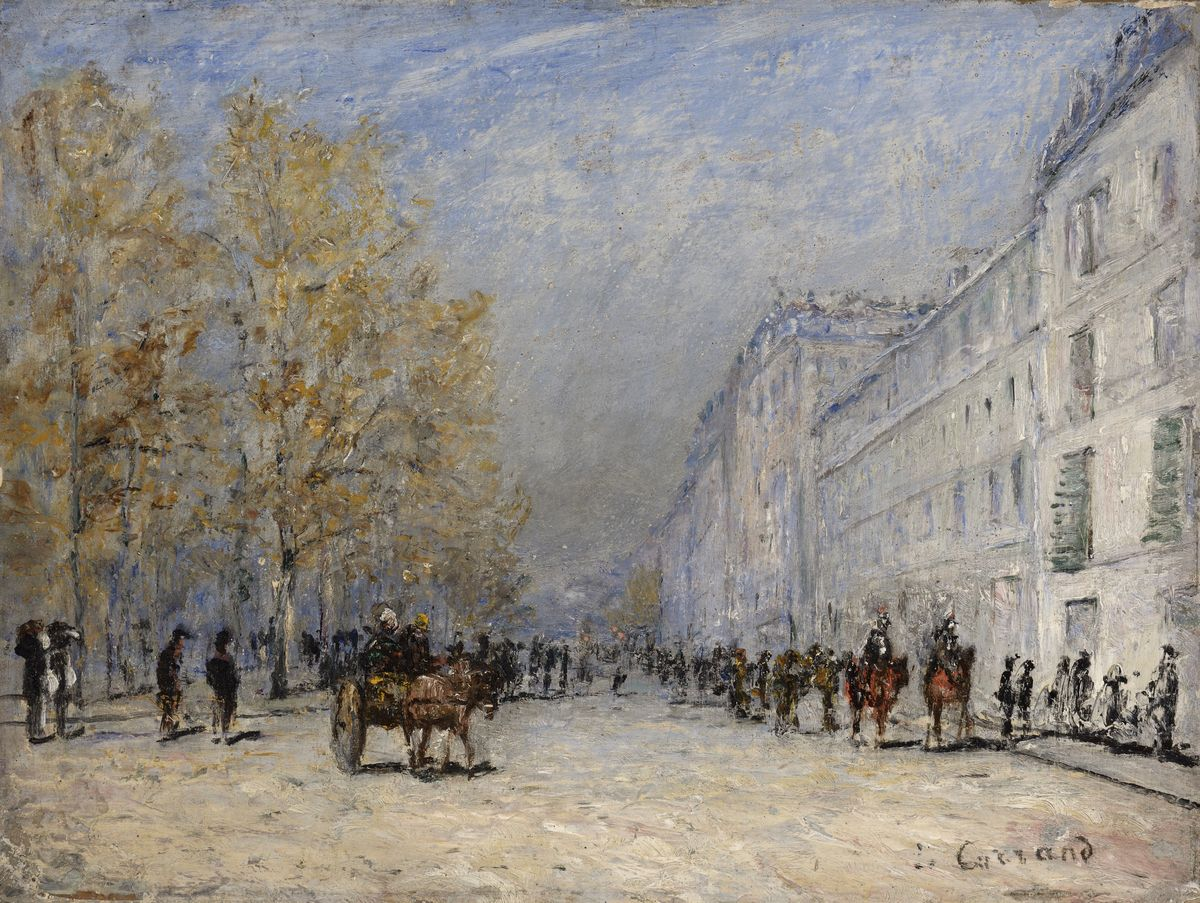
Le Cours du Midi à Lyon
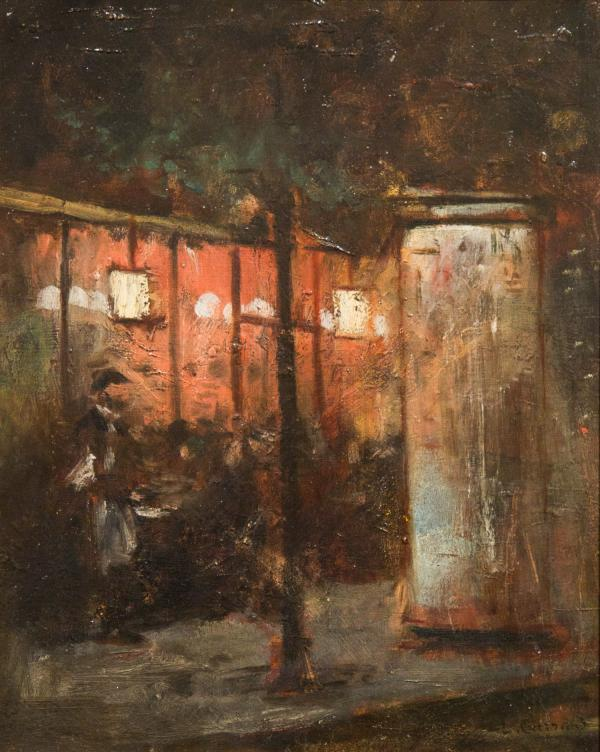
La Brasserie Dupuis à la Croix-Rousse, 1881
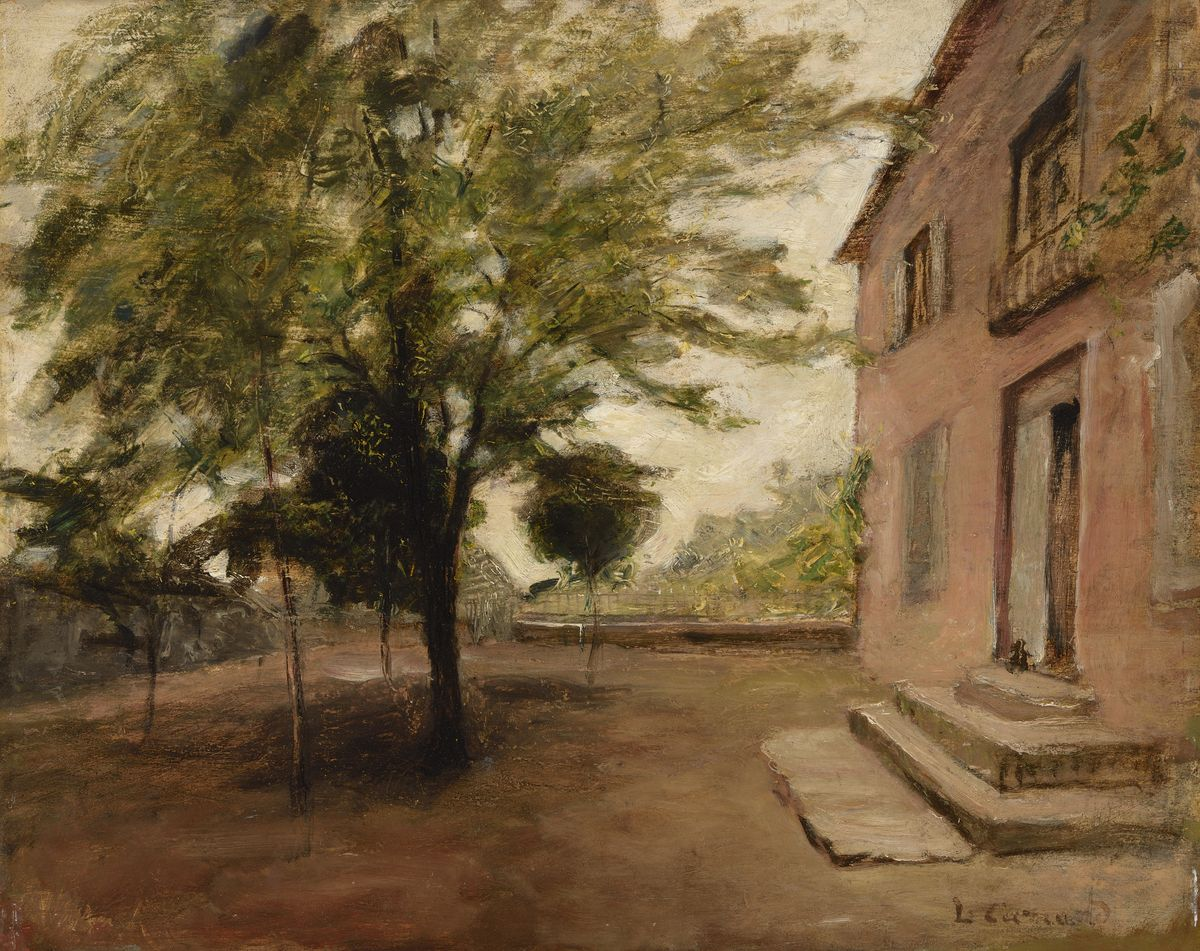
La Maison de l'artiste à Collonges

Carrands Werke sind unter anderem im Musée des Beaux-Arts in Lyon ausgestellt.